# Дафна (пригород Антиохии)
Да́фна (Да́фне, Да́фни, др.-греч. Δάφνη; лавровое дерево; 2Мак. 4:33), также Эпи́дафнис (др.-греч. Έπίδαφνης), — древнее предместье города Антиохии Оронтской. Согласно Страбону, отстоял от неё на 40 стадий. Отождествляется с современной Бейт-эль-Ма на левом берегу реки, в юго-западной части города
Дафна было замечательна своей роскошной лавровой рощей, в которой находилось множество источников и которую Селевк Никатор посвятил Аполлону Мусагету. Здесь находился знаменитый в древности храм Аполлона и Артемиды, где ежегодно в августе отмечался праздник в его честь. В 362 году храм сгорел. Селевкиды не жалели средств для украшения города.
В древности Дафна была городом-убежищем, куда скрывались беглые рабы, должники и разбойники. Сюда, между прочим, бежал в 171 до н. э. первосвященник Ониас III, спасаясь от грозившей ему смерти.
Дафна являлась курортом, который пользовался большой популярностью среди граждан Антиохии. В пригородной Дафне были построены многочисленные виллы богатых антиохийцев, украшенные великолепными мозаиками. Вместе с тем город получил дурную репутацию за безнравственность, о чём свидетельствует пословицы, повествующие о нравах дафнийцев.
Закат Дафны начался с времён императора Юлиана.
В 351 году Констанций Галл построил в Дафне небольшой храм и перенёс в него мощи святого Вавилы и пострадавших с ним отроков. Это первый известный случай официального торжественного перенесения мощей. здесь одно время был монастырь Дафнеон (Μονή του Δαφνώνα), в котором принял постриг преподобный Пётр Галатийский в IX веке.
В 507 году здесь произошёл еврейский погром.
В начале XIX века на месте древней Дафны стояла деревня Bêt el-Mâ, не сохранившая никаких следов прежнего великолепия.